# Рудолфио
„Рудолфио“ е българска телевизионна новела от 1983 година на режисьорката Джерен Обрешкова, създадена по едноименния разказ на съветския писател Валентин Распутин. .

## Актьорски състав
| Роля                     | Изпълнител      |
| ------------------------ | --------------- |
| Рудолф Денчев – Рудолфио | Стефан Данаилов |